# Fronteiro-mor
O Fronteiro-Mor era o Capitão-Mor dos Fronteiros, Capitães de Praça de Guerra situada na Fronteira, e dirigia a gente armada em cada comarca com entrada, passagem ou porto de fronteira, para melhor defender o País, para opor a primeira resistência às entradas que o inimigo tentasse fazer no território nacional.
Há notícia destes cargos nos reinados de D. Afonso IV, D. Fernando I, D. João I, D. Afonso V e D. João IV.
Em 1669, D. Pedro II criou o cargo de Governador de Comarca, figura semelhante à de Governador das Armas que parece ter sido o substituto do Fronteiro-Mor.